# Hexatoma nudivena
Hexatoma nudivena är en tvåvingeart som beskrevs av Alexander 1933. Hexatoma nudivena ingår i släktet Hexatoma och familjen småharkrankar. Inga underarter finns listade i Catalogue of Life.